# Gouldsboro (Maine)
Pour les articles homonymes, voir Gouldsboro.
Gouldsboro est une ville du comté de Hancock, situé dans le Maine, aux États-Unis. La ville a été nommée en l’honneur de Robert Gould, un propriétaire foncier de la ville. Elle compte de nombreux villages de pêcheurs, colonies d’été et communautés historiquement séparés, y compris Birch Harbor, Prospect Harbor, South Gouldsboro, West Gouldsboro, Summer Harbor, Wonsqueak Harbor, Bunker’s Harbor, Chicken Mill, Jones' Pond, Westbay et Corea. 
Sa population s’élevait à 1 737 habitants au recensement de 2010, pour une superficie 256,38 km2, dont 119,58 km2 de terres et 136,80 km2 d’eau.

## Source
- (en) Cet article est partiellement ou en totalité issu de l’article de Wikipédia en anglais intitulé « Gouldsboro, Maine » (voir la liste des auteurs).